# Ring Magazine upsets of the year
Ogni anno dal 1945, la rivista Ring Magazine nomina l'incontro che si è concluso nel modo più contrario alle aspettative generali, sconvolgendo quindi ogni previsione.
Alcuni degli upset furono semplici ed isolate defaillance di grandi campioni (ad es. la vittoria di Andre Routis su Tony Canzoneri), oppure evidenziarono l'inizio del loro declino.
Altri invece segnalarono ufficialmente agli occhi del pubblico le doti di pugili fino a quel momento non ancora conosciuti secondo la loro effettiva grandezza (ad es. Gene Tunney, Sandy Saddler) e l'ascesa di carriere che avrebbero portato alla conquista di titoli mondiali.
In altri casi si trattò invece di clamorose sconfitte di campioni mondiali che lasciarono il posto ad outsider di cui non era considerata possibile la vittoria (ad es. Primo Carnera, James J. Braddock, Ingemar Johansson).

## Upsets of the year per decennio

### 1921-1930
- 1922 - Battling Siki KO 6 Georges Carpentier
- 1923 - Gene Tunney W 15 Harry Greb
- 1924 - Kid Sullivan W 10 Johnny Dundee
- 1925 - Dave Shade KO 3 Jimmy Slattery
- 1926 - Pete Latzo W 10 Mickey Walker
- 1927 - Mike McTigue KO 4 Paul Berlenbach
- 1928 - Andre Routis W 15 Tony Canzoneri
- 1929 - Spider Pladner KO 1 Frankie Genaro
- 1930 - Al Singer KO 1 Sammy Mandell

### 1931-1940
- 1931 - Mickey Walker D 15 Jack Sharkey
- 1932 - Billy Petrolle  KO 12 Battling Battalino
- 1933 - Primo Carnera KO 6 Jack Sharkey
- 1934 - Steve Hamas W 12 Max Schmeling
- 1935 - James J. Braddock W 15 Max Baer
- 1936 - Max Schmeling KO 12 Joe Louis I
- 1937 - Lou Ambers  W 15 Pedro Montañez
- 1938 - Max Baer W 15 Tommy Farr
- 1939 - Lou Ambers  W 15 Henry Armstrong
- 1940 - Fritzie Zivic W 15 Henry Armstrong

### 1941-1950
- 1941 - Freddie Cochrane W 15 Fritzie Zivic
- 1942 - Lee Savold KO 8 Lou Nova
- 1943 - Jake LaMotta W 10 Sugar Ray Robinson
- 1944 - Juan Zurita W 15 Sammy Angott
- 1945 - Rocky Graziano KO 3 Billy Arnold
- 1946 - Rocky Graziano KO 2 Marty Servo
- 1947 - Harold Dade W 15 Manuel Ortiz
- 1948 - Sandy Saddler KO 4 Willie Pep I
- 1949 - Robert Villemain W 10 Jake LaMotta
- 1950 - Vic Toweel W 15 Manuel Ortiz

### 1951-1960
- 1951 - Randy Turpin W 15 Sugar Ray Robinson I
- 1952 - Lauro Salas W 15 Jimmy Carter
- 1953 - Bobo Olson W 15 Randy Turpin
- 1954 - Paddy DeMarco W 15 Jimmy Carter I
- 1955 - Ralph Tiger Jones W 10 Sugar Ray Robinson
- 1956 - Johnny Saxton W 15 Carmen Basilio
- 1957 - Gene Fullmer W 15 Sugar Ray Robinson I
- 1958 - Don Jordan W 15 Virgil Akins
- 1959 - Ingemar Johansson KO 3 Floyd Patterson I
- 1960 - Eloy Sanchez KO 8 José Becerra

### 1961-1970
- 1961 - Terry Downes KO 10 Paul Pender
- 1962 - Fighting Harada KO 11 Pone Kingpetch
- 1963 - Rubin Carter KO 1 Emile Griffith
- 1964 - Cassius Clay KO 7 Sonny Liston I
- 1965 - Fighting Harada W 15 Éder Jofre
- 1966 - Ki-Soo Kim W 15 Nino Benvenuti
- 1967 - Oscar Bonavena W 12 Karl Mildenberger
- 1968 - Lionel Rose W 15 Fighting Harada
- 1969 - Leotis Martin KO 9 Sonny Liston
- 1970 - Billy Backus KO 4 José Nápoles

### 1971-1980
- 1971 - Alfredo Marcano KO 10 Hiroshi Kobayashi
- 1972 - Esteban de Jesús W 10 Roberto Durán
- 1973 - Ken Norton W 12 Muhammad Ali
- 1974 - Muhammad Ali KO 8 George Foreman
- 1975 - John H. Stracey KO 6 José Nápoles
- 1976 - Wilfred Benítez W 15 Antonio Cervantes
- 1977 - Jorge Lujan KO 10 Alfonso Zamora
- 1978 - Leon Spinks W 15 Muhammad Ali
- 1979 - Vito Antuofermo D15 Marvin Hagler
- 1980 - Yasutsune Uehara KO 6 Sammy Serrano

### 1981-1990
- 1981 - Roger Stafford UD 10 Pipino Cuevas
- 1982 - Kirkland Laing UD 10 Roberto Durán
- 1983 - Gerrie Coetzee KO 10 Michael Dokes
- 1984 - Gene Hatcher TKO 11 Johnny Bumphus
- 1985 - Michael Spinks UD 15 Larry Holmes
- 1986 - Lloyd Honeyghan TKO 6 Donald Curry
- 1987 - Sugar Ray Leonard SD 12 Marvin Hagler
- 1988 - Iran Barkley TKO 3 Thomas Hearns
- 1989 - René Jacquot UD 12 Donald Curry
- 1990 - Buster Douglas KO 10 Mike Tyson

### 1991-2000
- 1991 - Non assegnato
- 1992 - Azumah Nelson TKO 8 Jeff Fenech
- 1993 - Simon Brown KO 4 Terry Norris
- 1994 - Vuyani Bungu UD 12 Kennedy McKinney
- 1995 - Willy Salazar TKO 7 Danny Romero
- 1996 - Evander Holyfield TKO 11 Mike Tyson
- 1997 - Vince Phillips TKO 10 Kostya Tszyu
- 1998 - Ivan Robinson SD 10 Arturo Gatti
- 1999 - Willy Wise UD 10 Julio César Chávez
- 2000 - José Luis Castillo MD 12 Stevie Johnston

### 2001-2010
- 2001 - Hasim Rahman KO 5 Lennox Lewis
- 2002 - Juan Carlos Rubio UD 10 Francisco Bojado
- 2003 - Corrie Sanders TKO 2 Volodymyr Klyčko
- 2004 - Glen Johnson KO 9 Roy Jones Jr.
- 2005 - Zahir Raheem UD 12 Érik Morales
- 2006 - Carlos Baldomir UD 12 Zab Judah
- 2007 - Nonito Donaire KO 5 Vic Darchinyan
- 2008 - Bernard Hopkins UD 12 Kelly Pavlik
- 2009 - Juan Carlos Salgado KO 1 Jorge Linares
- 2010 - Jason Litzau SD 10 Celestino Caballero

### 2011-2014
- 2011 - Nobuhiro Ishida KO 1 James Kirkland
- 2012 - Sonny Boy Jaro TKO 6 Pongsaklek Wonjongkam
- 2013 - Marcos Maidana UD 12 Adrien Broner
- 2014 - Chris Algieri UD 12 Ruslan Provodnikov